# Ilovița (gmina)
Ilovița – gmina w Rumunii, w okręgu Mehedinți. Obejmuje miejscowości Bahna, Ilovița i Moisești. W 2011 roku liczyła 1316 mieszkańców.